# مرحلة خروج المغلوب في الدوري الأوروبي 2018–19
بدأت مرحلة خروج المغلوب في الدوري الأوروبي 2018–19 في 12 فبراير، ومن المقرر أن تنتهي في 29 مايو 2019 مع النهائي في الملعب الأولمبي في باكو، أذربيجان، لتحديد بطل الدوري الأوروبي 2018–19. ويتنافس ما مجموعه 32 فريقا في مرحلة خروج المغلوب.
لأول مرة، سيتم استخدام نظام حكم الفيديو المساعد في المسابقة، حيث سيتم تنفيذه في المباراة النهائية.
الأوقات هي توقيت وسط أوروبا/التوقيت الصيفي لأوروبا الوسطى، كما هو مدرج بواسطة يويفا (التوقيت المحلي، إذا كان مختلفًا، بين قوسين).

## تواريخ الجولات والقرعات
الجدول الزمني على النحو التالي (تقام جميع السحوبات في مقر الاتحاد الأوروبي لكرة القدم في نيون، سويسرا).

| الجولة      | تاريخ القرعة          | مباراة الذهاب                         | مباراة الإياب                         |
| ----------- | --------------------- | ------------------------------------- | ------------------------------------- |
| دور الـ32   | 17 ديسمبر 2018، 13:00 | 14 فبراير 2019                        | 21 فبراير 2019                        |
| دور الـ16   | 22 فبراير 2019، 13:00 | 7 مارس 2019                           | 14 مارس 2019                          |
| ربع النهائي | 15 مارس 2019، 13:00   | 11 أبريل 2019                         | 18 أبريل 2019                         |
| نصف النهائي | 15 مارس 2019، 13:00   | 2 مايو 2019                           | 9 مايو 2019                           |
| النهائي     | 15 مارس 2019، 13:00   | 29 مايو 2019 في الملعب الأولمبي، باكو | 29 مايو 2019 في الملعب الأولمبي، باكو |

يمكن أيضًا لعب المباريات يومي الثلاثاء أو الأربعاء بدلاً من أيام الخميس المعتادة بسبب تضارب المواعيد.

## الشكل
تلعب كل مباراة في مرحلة المجموعات، باستثناء المباراة النهائية، على مرحلتين، حيث يلعب كل فريق مرحلة واحدة في المنزل. الفريق الذي يسجل عددا أكبر من الأهداف في مجموع المباراتين، يتقدم إلى الجولة التالية. إذا كانت النتيجة الإجمالية متساوية، فسيتم تطبيق قاعدة الأهداف البعيدة، أي الفريق الذي يسجل المزيد من الأهداف بعيدًا عن أرضه في المباراتين، يتقدم. إذا كانت الأهداف البعيدة متساوية أيضًا، حينها يتم لعب وقت إضافي. يتم تطبيق قاعدة الأهداف البعيدة مرة أخرى بعد وقت إضافي، أي إذا كانت هناك أهداف مسجلة خلال وقت إضافي وما زالت النتيجة الإجمالية متساوية، يتقدم الفريق الزائر بحكم تسجيل المزيد من الأهداف البعيدة. إذا لم يتم تسجيل أي أهداف خلال الوقت الإضافي، فسيتم تحديد المباراة من ركلات الجزاء الترجيحية. في المباراة النهائية، والتي يتم لعبها كمباراة واحدة، إذا كانت النتيجة متعادلة في نهاية الوقت العادي، يتم لعب وقت إضافي، تليها ركلات الترجيح إذا بقيت النتيجة متعادلة.

آلية السحب لكل جولة هي كما يلي:
- في قرعة الدور الـ 32، يتم تصنيف الفائزين الإثني عشر في المجموعات والفرق الأربعة التي تحتل المركز الثالث من مرحلة المجموعات في دوري أبطال أوروبا مع تسجيلات أفضل في المجموعة، أما الوصيفون الإثني عشر في المجموعات والفرق الأربعة الأخرى التي احتلت المركز الثالث في دور المجموعات بدوري أبطال أوروبا فهي غير مصنفة. يتم سحب الفرق المصنفة ضد الفرق غير المصنفة، وتستضيف الفرق المصنفة المحطة الثانية. الفرق التي تنتمي لنفس المجموعة أو الاتحاد لا يمكن أن تقابل بعضها البعض.
- في السحوبات لدور الستة عشر، ربع النهائي، نصف النهائي، لا توجد تصنيفات، ويمكن سحب فرق من نفس المجموعة أو نفس الرابطة ضد بعضها البعض. نظرًا لأن السحوبات في دور الثمانية وشبه النهائية تُعقد معًا قبل لعب دور الثمانية، فإن هوية الفائزين في ربع النهائي غير معروفة في وقت السحب نصف النهائي. يتم إجراء قرعة أيضًا لتحديد الفائز شبه النهائي الذي تم تعيينه كفريق «مضيف» للنهائي (لأغراض إدارية حيث يتم لعبها في مكان محايد).

بالنسبة لدور الـ16 ودور الثمانية ونصف النهائي، ليس من المقرر أن تلعب فرق من نفس المدينة (مثل تشيلسي وأرسنال) في المنزل في نفس اليوم، وذلك بسبب الخدمات اللوجستية والسيطرة على الحشود. لتجنب مثل هذا التعارض في الجدولة، إذا تم سحب الفريقين للعب في المنزل لنفس المرحلة، ترتيب المحطتين من المباراة التي تنطوي على الفريق الذي لم يكن بطل الكأس المحلية في موسم التصفيات (على سبيل المثال، أرسنال لهذا الموسم)، أو الفريق ذو الترتيب المحلي الأدنى (إذا لم يكن أي من الفريقين أبطال الكأس المحلي)، يتم عكسه من القرعة الأصلية.
في 17 يوليو 2014، قضت لجنة الطوارئ التابعة للاتحاد الأوروبي لكرة القدم بعدم تواجه الأندية الأوكرانية والروسية ضد بعضها البعض «حتى إشعار آخر» بسبب الاضطرابات السياسية بين البلدين.

## الفرق المتأهلة
تشتمل مرحلة خروج المغلوب على 32 فريقًا: الفرق الـ 24 التي تتأهل كفائزين ووصيفين في كل مجموعة من المجموعات الإثني عشر في مرحلة المجموعات، والفرق الثمانية التي احتلت المركز الثالث في مرحلة المجموعات في دوري أبطال أوروبا.

### الفائزين والوصيفين في مرحلة مجموعات الدوري الأوروبي
| المجموعة | الفائز (مصنف في قرعة دور الـ32) | الوصيف (غير مصنف في قرعة دور الـ32) |
| -------- | ------------------------------- | ----------------------------------- |
| A        | باير ليفركوزن                   | زيورخ                               |
| B        | ريد بول زالتسبورغ               | سلتيك                               |
| C        | زينيت سانت بطرسبرغ              | سلافيا براغ                         |
| D        | دينامو زغرب                     | فنربخشة                             |
| E        | أرسنال                          | سبورتينغ لشبونة                     |
| F        | ريال بيتيس                      | أولمبياكوس                          |
| G        | فياريال                         | رابيد فيينا                         |
| H        | آينتراخت فرانكفورت              | لاتسيو                              |
| I        | جينك                            | نادي مالمو                          |
| J        | إشبيلية                         | كراسنودار                           |
| K        | دينامو كييف                     | رين                                 |
| L        | تشيلسي                          | باتي بوريسوف                        |

### فرق المركز الثالث في مرحلة مجموعات دوري الأبطال
| تصنيف | مج | الفريق         | لعب | ف | ت | خ | أ.له | أ.ع | أ.ف | نقاط | التصنيف                    |
| ----- | -- | -------------- | --- | - | - | - | ---- | --- | --- | ---- | -------------------------- |
| 1     | C  | نابولي         | 6   | 2 | 3 | 1 | 7    | 5   | +2  | 9    | مصنف في قرعة دور الـ32     |
| 2     | H  | فالنسيا        | 6   | 2 | 2 | 2 | 6    | 6   | 0   | 8    | مصنف في قرعة دور الـ32     |
| 3     | B  | إنتر ميلان     | 6   | 2 | 2 | 2 | 6    | 7   | −1  | 8    | مصنف في قرعة دور الـ32     |
| 4     | E  | بنفيكا         | 6   | 2 | 1 | 3 | 6    | 11  | −5  | 7    | مصنف في قرعة دور الـ32     |
| 5     | G  | فيكتوريا بلزن  | 6   | 2 | 1 | 3 | 7    | 16  | −9  | 7    | غير مصنف في قرعة دور الـ32 |
| 6     | A  | كلوب بروج      | 6   | 1 | 3 | 2 | 6    | 5   | +1  | 6    | غير مصنف في قرعة دور الـ32 |
| 7     | F  | شاختار دونيتسك | 6   | 1 | 3 | 2 | 8    | 16  | −8  | 6    | غير مصنف في قرعة دور الـ32 |
| 8     | D  | غلطة سراي      | 6   | 1 | 1 | 4 | 5    | 8   | −3  | 4    | غير مصنف في قرعة دور الـ32 |

## القوس
| دور الـ32           | دور الـ32 | دور الـ32 | دور الـ32 |  |                      | دور الـ16          | دور الـ16 | دور الـ16 | دور الـ16 |  |  | ربع النهائي            | ربع النهائي | ربع النهائي | ربع النهائي |  |  | نصف النهائي        | نصف النهائي | نصف النهائي | نصف النهائي |  |  | النهائي (29 مايو – ملعب باكو الأولمبي) | النهائي (29 مايو – ملعب باكو الأولمبي) |
|                     |           |           |           |  |                      |                    |           |           |           |  |  |                        |             |             |             |  |  |                    |             |             |             |  |  |                                        |                                        |
| فيكتوريا بلزن       | 2         | 0         | 2         |  |                      |                    |           |           |           |  |  |                        |             |             |             |  |  |                    |             |             |             |  |  |                                        |                                        |
| دينامو زغرب         | 1         | 3         | 4         |  |                      | دينامو زغرب        | 1         | 0         | 1         |  |  |                        |             |             |             |  |  |                    |             |             |             |  |  |                                        |                                        |
| غلطة سراي           | 1         | 0         | 1         |  | بنفيكا (ب.و.إ.)      | 0                  | 3         | 3         |           |  |  |                        |             |             |             |  |  |                    |             |             |             |  |  |                                        |                                        |
| بنفيكا              | 2         | 0         | 2         |  |                      |                    |           |           |           |  |  | بنفيكا                 | 4           | 0           | 4           |  |  |                    |             |             |             |  |  |                                        |                                        |
| نادي شاختار دونيتسك | 2         | 1         | 3         |  |                      |                    |           |           |           |  |  | آينتراخت فرانكفورت (خ) | 2           | 2           | 4           |  |  |                    |             |             |             |  |  |                                        |                                        |
| آينتراخت فرانكفورت  | 2         | 4         | 6         |  |                      | آينتراخت فرانكفورت | 0         | 1         | 1         |  |  |                        |             |             |             |  |  |                    |             |             |             |  |  |                                        |                                        |
| رابيد فيينا         | 0         | 0         | 0         |  | إنتر ميلان           | 0                  | 0         | 0         |           |  |  |                        |             |             |             |  |  |                    |             |             |             |  |  |                                        |                                        |
| إنتر ميلان          | 1         | 4         | 5         |  |                      |                    |           |           |           |  |  |                        |             |             |             |  |  | آينتراخت فرانكفورت | 1           | 1           | 2 (3)       |  |  |                                        |                                        |
| لاتسيو              | 0         | 0         | 0         |  |                      |                    |           |           |           |  |  |                        |             |             |             |  |  | تشيلسي (ج.)        | 1           | 1           | 2 (4)       |  |  |                                        |                                        |
| إشبيلية             | 1         | 2         | 3         |  |                      | إشبيلية            | 2         | 3         | 5         |  |  |                        |             |             |             |  |  |                    |             |             |             |  |  |                                        |                                        |
| سلافيا براغ         | 0         | 4         | 4         |  | سلافيا براغ (ب.و.إ.) | 2                  | 4         | 6         |           |  |  |                        |             |             |             |  |  |                    |             |             |             |  |  |                                        |                                        |
| جينك                | 0         | 1         | 1         |  |                      |                    |           |           |           |  |  | سلافيا براغ            | 0           | 3           | 3           |  |  |                    |             |             |             |  |  |                                        |                                        |
| نادي مالمو          | 1         | 0         | 1         |  |                      |                    |           |           |           |  |  | تشيلسي                 | 1           | 4           | 5           |  |  |                    |             |             |             |  |  |                                        |                                        |
| تشيلسي              | 2         | 3         | 5         |  |                      | تشيلسي             | 3         | 5         | 8         |  |  |                        |             |             |             |  |  |                    |             |             |             |  |  |                                        |                                        |
| أولمبياكوس          | 2         | 0         | 2         |  | دينامو كييف          | 0                  | 0         | 0         |           |  |  |                        |             |             |             |  |  |                    |             |             |             |  |  |                                        |                                        |
| دينامو كييف         | 2         | 1         | 3         |  |                      |                    |           |           |           |  |  |                        |             |             |             |  |  |                    |             |             |             |  |  | تشيلسي                                 |                                        |
| رين                 | 3         | 3         | 6         |  |                      |                    |           |           |           |  |  |                        |             |             |             |  |  |                    |             |             |             |  |  | أرسنال                                 |                                        |
| ريال بيتيس          | 3         | 1         | 4         |  |                      | رين                | 3         | 0         | 3         |  |  |                        |             |             |             |  |  |                    |             |             |             |  |  |                                        |                                        |
| باتي بوريسوف        | 1         | 0         | 1         |  | أرسنال               | 1                  | 3         | 4         |           |  |  |                        |             |             |             |  |  |                    |             |             |             |  |  |                                        |                                        |
| أرسنال              | 0         | 3         | 3         |  |                      |                    |           |           |           |  |  | أرسنال                 | 2           | 1           | 3           |  |  |                    |             |             |             |  |  |                                        |                                        |
| زيورخ               | 1         | 0         | 1         |  |                      |                    |           |           |           |  |  | نابولي                 | 0           | 0           | 0           |  |  |                    |             |             |             |  |  |                                        |                                        |
| نابولي              | 3         | 2         | 5         |  |                      | نابولي             | 3         | 1         | 4         |  |  |                        |             |             |             |  |  |                    |             |             |             |  |  |                                        |                                        |
| كلوب بروج           | 2         | 0         | 2         |  | ريد بول زالتسبورغ    | 0                  | 3         | 3         |           |  |  |                        |             |             |             |  |  |                    |             |             |             |  |  |                                        |                                        |
| ريد بول زالتسبورغ   | 1         | 4         | 5         |  |                      |                    |           |           |           |  |  |                        |             |             |             |  |  | أرسنال             | 3           | 4           | 7           |  |  |                                        |                                        |
| فنربخشة             | 1         | 1         | 2         |  |                      |                    |           |           |           |  |  |                        |             |             |             |  |  | فالنسيا            | 1           | 2           | 3           |  |  |                                        |                                        |
| زينيت سانت بطرسبرغ  | 0         | 3         | 3         |  |                      | زينيت سانت بطرسبرغ | 1         | 1         | 2         |  |  |                        |             |             |             |  |  |                    |             |             |             |  |  |                                        |                                        |
| سبورتينغ لشبونة     | 0         | 1         | 1         |  | فياريال              | 3                  | 2         | 5         |           |  |  |                        |             |             |             |  |  |                    |             |             |             |  |  |                                        |                                        |
| فياريال             | 1         | 1         | 2         |  |                      |                    |           |           |           |  |  | فياريال                | 1           | 0           | 1           |  |  |                    |             |             |             |  |  |                                        |                                        |
| نادي سلتيك          | 0         | 0         | 0         |  |                      |                    |           |           |           |  |  | فالنسيا                | 3           | 2           | 5           |  |  |                    |             |             |             |  |  |                                        |                                        |
| فالنسيا             | 2         | 1         | 3         |  |                      | فالنسيا            | 2         | 1         | 3         |  |  |                        |             |             |             |  |  |                    |             |             |             |  |  |                                        |                                        |
| كراسنودار (خ)       | 0         | 1         | 1         |  | كراسنودار            | 1                  | 1         | 2         |           |  |  |                        |             |             |             |  |  |                    |             |             |             |  |  |                                        |                                        |
| باير ليفركوزن       | 0         | 1         | 1         |  |                      |                    |           |           |           |  |  |                        |             |             |             |  |  |                    |             |             |             |  |  |                                        |                                        |

## دور الـ32
أقيمت قرعة دور الـ32 في 17 ديسمبر 2018، الساعة 13:00 بتوقيت وسط أوروبا.

### الملخص
لعبت المحطة الأولى في 12 و14 فبراير، ولعبت المحطة الثانية في 20 و21 فبراير 2019.

| الفريق الأول    | إجم.    | الفريق الثاني      | مباراة الذهاب | مباراة الإياب |
| --------------- | ------- | ------------------ | ------------- | ------------- |
| فيكتوريا بلزن   | 2–4     | دينامو زغرب        | 2–1           | 0–3           |
| نادي كلوب بروج  | 2–5     | ريد بول زالتسبورغ  | 2–1           | 0–4           |
| رابيد فيينا     | 0–5     | إنتر ميلان         | 0–1           | 0–4           |
| سلافيا براغ     | 4–1     | نادي جينك          | 0–0           | 4–1           |
| كراسنودار       | 1–1 (خ) | باير 04 ليفركوزن   | 0–0           | 1–1           |
| زيورخ           | 1–5     | نابولي             | 1–3           | 0–2           |
| نادي مالمو      | 1–5     | تشيلسي             | 1–2           | 0–3           |
| شاختار دونيتسك  | 3–6     | آينتراخت فرانكفورت | 2–2           | 1–4           |
| سلتيك           | 0–3     | فالنسيا            | 0–2           | 0–1           |
| رين             | 6–4     | ريال بيتيس         | 3–3           | 3–1           |
| أولمبياكوس      | 2–3     | دينامو كييف        | 2–2           | 0–1           |
| لاتسيو          | 0–3     | إشبيلية            | 0–1           | 0–2           |
| فنربخشة         | 2–3     | زينيت سانت بطرسبرغ | 1–0           | 1–3           |
| سبورتينغ لشبونة | 1–2     | فياريال            | 0–1           | 1–1           |
| باتي بوريسوف    | 1–3     | أرسنال             | 1–0           | 0–3           |
| غلطة سراي       | 1–2     | بنفيكا             | 1–2           | 0–0           |

### المباريات
| فيكتوريا بلزن      | 2–1   | دينامو زغرب |
| ------------------ | ----- | ----------- |
| - برنيتسا 54'، 83' | تقرير | - أولمو 41' |

| دينامو زغرب                                 | 3–0   | فيكتوريا بلزن |
| ------------------------------------------- | ----- | ------------- |
| - أوريشيتش 15' - ديلافر 34' - بيتكوفيتش 73' | تقرير |               |

فاز دينامو زغرب 4–2 في مجموع المباراتين.
| نادي كلوب بروج            | 2–1   | ريد بول زالتسبورغ |
| ------------------------- | ----- | ----------------- |
| - دينزفيل 64' - ويسلي 81' | تقرير | - يونوزوفيتش 17'  |

| ريد بول زالتسبورغ                        | 4–0   | كلوب بروج |
| ---------------------------------------- | ----- | --------- |
| - شلاغر 17' - داكا 29'، 43' - دبور 90+4' | تقرير |           |

فاز ريد بول زالتسبورغ 5–2 في مجموع المباراتين.
| رابيد فيينا | 0–1   | إنتر ميلان            |
| ----------- | ----- | --------------------- |
|             | تقرير | - مارتينيز 39' (ركل.) |

| إنتر ميلان                                               | 4–0   | رابيد فيينا |
| -------------------------------------------------------- | ----- | ----------- |
| - فيسينو 11' - رانوكيا 18' - بيريشيتش 80' - بوليتانو 87' | تقرير |             |

فاز إنتر ميلان 5–0 في مجموع المباراتين.
| سلافيا براغ | 0–0   | جينك |
| ----------- | ----- | ---- |
|             | تقرير |      |

| جينك         | 1–4   | سلافيا براغ                                 |
| ------------ | ----- | ------------------------------------------- |
| - تروسار 10' | تقرير | - تسوفال 23' - تراوريه 54' - شكودا 64'، 69' |

فاز سلافيا براغ 4–1 في مجموع المباراتين.
| كراسنودار | 0–0   | باير ليفركوزن |
| --------- | ----- | ------------- |
|           | تقرير |               |

| باير ليفركوزن  | 1–1   | كراسنودار      |
| -------------- | ----- | -------------- |
| - أرانغويز 87' | تقرير | - سليمانوف 84' |

1–1 في مجموع المباراتين. فاز كراسنودار في الأهداف على أرض الخصم.
| زيورخ               | 1–3   | نابولي                                     |
| ------------------- | ----- | ------------------------------------------ |
| - كولولي 83' (ركل.) | تقرير | - إينسيني 12' - كاييخون 21' - زيلينسكي 77' |

| نابولي                  | 2–0   | زيورخ |
| ----------------------- | ----- | ----- |
| - فيردي 43' - أوناس 75' | تقرير |       |

فاز نابولي 5–1 في مجموع المباراتين.
| نادي مالمو         | 1–2   | تشيلسي                  |
| ------------------ | ----- | ----------------------- |
| - كريستايانسين 80' | تقرير | - باركلي 30' - جيرو 58' |

| تشيلسي                                     | 3–0   | نادي مالمو |
| ------------------------------------------ | ----- | ---------- |
| - جيرو 55' - باركلي 74' - هودسون أودوي 84' | تقرير |            |

فاز تشيلسي 5–1 في مجموع المباراتين.
| شاختار دونيتسك                   | 2–2   | آينتراخت فرانكفورت          |
| -------------------------------- | ----- | --------------------------- |
| - مارلوس 10' (ركل.) - تايسون 67' | تقرير | - هينتريغر 7' - كوستيتش 50' |

| آينتراخت فرانكفورت                                | 4–1   | نادي شاختار دونيتسك |
| ------------------------------------------------- | ----- | ------------------- |
| - يوفيتش 23' - هالير 27' (ركل.)، 80' - ريبيتش 88' | تقرير | - مورايس 64'        |

فاز آينتراخت فرانكفورت 6–3 في مجموع المباراتين.
| سلتيك | 0–2   | فالنسيا                      |
| ----- | ----- | ---------------------------- |
|       | تقرير | - تشيريشيف 42' - سوبرينو 49' |

| فالنسيا      | 1–0   | سلتيك |
| ------------ | ----- | ----- |
| - غاميرو 70' | تقرير |       |

فاز فالنسيا 3–0 في مجموع المباراتين.
| رين                                                  | 3–3   | ريال بيتيس                              |
| ---------------------------------------------------- | ----- | --------------------------------------- |
| - هونو 2' - غارسيا 10' (ه.ذ.) - بن عرفة 45+3' (ركل.) | تقرير | - لو سيلسو 32' - سيدني 62' - لاينيز 90' |

| ريال بيتيس     | 1–3   | رين                                      |
| -------------- | ----- | ---------------------------------------- |
| - لو سيلسو 41' | تقرير | - بن سبعيني 22' - هونو 30' - نيانغ 90+4' |

فاز رين 6–4 في مجموع المباراتين.
| أولمبياكوس          | 2–2   | دينامو كييف                  |
| ------------------- | ----- | ---------------------------- |
| - حسن 9' - دياز 40' | تقرير | - بويالسكي 27' - فيربيتش 89' |

| دينامو كييف    | 1–0   | أولمبياكوس |
| -------------- | ----- | ---------- |
| - فران سول 32' | تقرير |            |

فاز دينامو كييف 3–2 في مجموع المباراتين.
| لاتسيو | 0–1   | إشبيلية      |
| ------ | ----- | ------------ |
|        | تقرير | - بن يدر 22' |

| إشبيلية                    | 2–0   | لاتسيو |
| -------------------------- | ----- | ------ |
| - بن يدر 20' - سارابيا 78' | تقرير |        |

فاز إشبيلية 3–0 في مجموع المباراتين.
| فنربخشة       | 1–0   | زينيت سانت بطرسبرغ |
| ------------- | ----- | ------------------ |
| - سليماني 21' | تقرير |                    |

| زينيت سانت بطرسبرغ             | 3–1   | فنربخشة     |
| ------------------------------ | ----- | ----------- |
| - أوزدوييف 4' - آزمون 37'، 76' | تقرير | - توبال 43' |

فاز زينيت سانت بطرسبرغ 3–2 في مجموع المباراتين.
| سبورتينغ لشبونة | 0–1   | فياريال      |
| --------------- | ----- | ------------ |
|                 | تقرير | - بيدرازا 3' |

| فياريال       | 1–1   | سبورتينغ لشبونة  |
| ------------- | ----- | ---------------- |
| - فورنالس 80' | تقرير | - فرنانديز 45+1' |

فاز فياريال 2–1 في مجموع المباراتين.
| باتي بوريسوف | 1–0   | أرسنال |
| ------------ | ----- | ------ |
| - دراهون 45' | تقرير |        |

| أرسنال                                              | 3–0   | باتي بوريسوف |
| --------------------------------------------------- | ----- | ------------ |
| - فولكوف 4' (ه.ذ.) - مصطفي 39' - باباستاثوبولوس 60' | تقرير |              |

فاز أرسنال 3–1 في مجموع المباراتين.
| غلطة سراي       | 1–2   | بنفيكا                               |
| --------------- | ----- | ------------------------------------ |
| - لويينداما 54' | تقرير | - سالفيو 27' (ركل.) - سيفيروفيتش 64' |

| بنفيكا | 0–0   | غلطة سراي |
| ------ | ----- | --------- |
|        | تقرير |           |

فاز بنفيكا 2–1 في مجموع المباراتين.

## دور الـ16
أقيمت قرعة دور الـ16 في 22 فبراير 2019، الساعة 13:00 بتوقيت وسط أوروبا.

### الملخص
لعبت المحطة الأولى في 7 مارس، ولعبت المحطة الثانية في 14 مارس 2019.

| الفريق الأول       | إجم. | الفريق الثاني     | مباراة الذهاب | مباراة الإياب |
| ------------------ | ---- | ----------------- | ------------- | ------------- |
| تشيلسي             | 8–0  | دينامو كييف       | 3–0           | 5–0           |
| آينتراخت فرانكفورت | 1–0  | إنتر ميلان        | 0–0           | 1–0           |
| نادي دينامو زغرب   | 1–3  | بنفيكا            | 1–0           | 0–3 (ب.و.إ.)  |
| نابولي             | 4–3  | ريد بول زالتسبورغ | 3–0           | 1–3           |
| فالنسيا            | 3–2  | كراسنودار         | 2–1           | 1–1           |
| إشبيلية            | 5–6  | سلافيا براغ       | 2–2           | 3–4 (ب.و.إ.)  |
| رين                | 3–4  | أرسنال            | 3–1           | 0–3           |
| زينيت سانت بطرسبرغ | 2–5  | فياريال           | 1–3           | 1–2           |

ملاحظات
1. ↑  عكس ترتيب المحطتين بعد القرعة الأصلية، وذلك لتجنب تعارض الجدولة مع مباراة تشيلسي ودينامو كييف في نفس المدينة.

### المباريات
| تشيلسي                                      | 3–0   | دينامو كييف |
| ------------------------------------------- | ----- | ----------- |
| - بيدرو 17' - ويليان 65' - هودسون أودوي 90' | تقرير |             |

| دينامو كييف | 0–5   | تشيلسي                                                |
| ----------- | ----- | ----------------------------------------------------- |
|             | تقرير | - جيرو 5'، 33'، 59' - ألونسو 45+1' - هودسون أودوي 78' |

فاز تشيلسي 8–0 في مجموع المباراتين.
| آينتراخت فرانكفورت | 0–0   | إنتر ميلان |
| ------------------ | ----- | ---------- |
|                    | تقرير |            |

| إنتر ميلان | 0–1   | آينتراخت فرانكفورت |
| ---------- | ----- | ------------------ |
|            | تقرير | - يوفيتش 6'        |

فاز آينتراخت فرانكفورت 1–0 في مجموع المباراتين.
| نادي دينامو زغرب       | 1–0   | بنفيكا |
| ---------------------- | ----- | ------ |
| - بيتكوفيتش 38' (ركل.) | تقرير |        |

| بنفيكا                                 | 3–0 (ب.و.إ.) | نادي دينامو زغرب |
| -------------------------------------- | ------------ | ---------------- |
| - جوناس 71' - فيرو 94' - غريمالدو 105' | تقرير        |                  |

فاز بنفيكا 3–1 في مجموع المباراتين.
| نابولي                                         | 3–0   | ريد بول زالتسبورغ |
| ---------------------------------------------- | ----- | ----------------- |
| - ميليك 10' - فابيان 18' - أونغويني 58' (ه.ذ.) | تقرير |                   |

| ريد بول زالتسبورغ                          | 3–1   | نابولي      |
| ------------------------------------------ | ----- | ----------- |
| - دبور 25' - غولبراندسن 65' - لايتغب 90+2' | تقرير | - ميليك 14' |

فاز نابولي 4–3 في مجموع المباراتين.
| فالنسيا            | 2–1   | كراسنودار    |
| ------------------ | ----- | ------------ |
| - رودريغو 12'، 24' | تقرير | - كلاسون 63' |

| كراسنودار      | 1–1   | فالنسيا       |
| -------------- | ----- | ------------- |
| - سليمانوف 85' | تقرير | - غيديس 90+3' |

فاز فالنسيا 3–2 في مجموع المباراتين.
| إشبيلية                   | 2–2   | سلافيا براغ           |
| ------------------------- | ----- | --------------------- |
| - بن يدر 1' - الحدادي 28' | تقرير | - ستوخ 25' - كرال 39' |

| سلافيا براغ                                                             | 4–3 (ب.و.إ.) | إشبيلية                                        |
| ----------------------------------------------------------------------- | ------------ | ---------------------------------------------- |
| - نغادو نغادجوي 15' - سوتشيك 47' (ركل.) - فان بورين 102' - تراوريه 119' | تقرير        | - بن يدر 44' (ركل.) - الحدادي 54' - فازكيز 98' |

فاز سلافيا براغ 6–5 في مجموع المباراتين.
| رين                                         | 3–1   | أرسنال      |
| ------------------------------------------- | ----- | ----------- |
| - بوريجو 42' - مونريال 65' (ه.ذ.) - سار 88' | تقرير | - إيووبي 4' |

| أرسنال                                  | 3–0   | رين |
| --------------------------------------- | ----- | --- |
| - أوباميانغ 5'، 72' - مايتلاند نيلس 15' | تقرير |     |

فاز أرسنال 4–3 في مجموع المباراتين.
| زينيت سانت بطرسبرغ | 1–3   | فياريال                                  |
| ------------------ | ----- | ---------------------------------------- |
| - آزمون 35'        | تقرير | - إيبورا 33' - جيرارد 64' - مورلانيس 71' |

| فياريال                 | 2–1   | زينيت سانت بطرسبرغ |
| ----------------------- | ----- | ------------------ |
| - جيرارد 29' - باكا 47' | تقرير | - إيفانوفيتش 90+1' |

فاز فياريال 5–2 في مجموع المباراتين.

## ربع النهائي
أقيمت قرعة ربع النهائي في 15 مارس 2019، الساعة 13:00 بتوقيت وسط أوروبا.

### الملخص
لعبت المحطة الأولى في 11 أبريل، ولعبت المحطة الثانية في 18 أبريل 2019.

| الفريق الأول | إجم.    | الفريق الثاني      | مباراة الذهاب | مباراة الإياب |
| ------------ | ------- | ------------------ | ------------- | ------------- |
| أرسنال       | 3–0     | نابولي             | 2–0           | 1–0           |
| فياريال      | 1–5     | فالنسيا            | 1–3           | 0–2           |
| بنفيكا       | 4–4 (خ) | آينتراخت فرانكفورت | 4–2           | 0–2           |
| سلافيا براغ  | 3–5     | تشيلسي             | 0–1           | 3–4           |

ملاحظات
1. ↑  عكس ترتيب المحطتين بعد القرعة الأصلية، وذلك لتجنب تعارض الجدولة مع مباراة تشيلسي وسلافيا براغ في نفس المدينة.

### المباريات
| أرسنال                            | 2–0   | نابولي |
| --------------------------------- | ----- | ------ |
| - رامزي 15' - كوليبالي 25' (ه.ذ.) | تقرير |        |

| نابولي | 0–1   | أرسنال        |
| ------ | ----- | ------------- |
|        | تقرير | - لاكازيت 36' |

فاز أرسنال 3–0 في مجموع المباراتين.
| فياريال              | 1–3   | فالنسيا                       |
| -------------------- | ----- | ----------------------------- |
| - كازورلا 36' (ركل.) | تقرير | - غيديس 6'، 90+3' - فاس 90+1' |

| فالنسيا                 | 2–0   | فياريال |
| ----------------------- | ----- | ------- |
| - لاتو 13' - باريخو 54' | تقرير |         |

فاز فالنسيا 5–1 في مجموع المباراتين.
| بنفيكا                                   | 4–2   | آينتراخت فرانكفورت          |
| ---------------------------------------- | ----- | --------------------------- |
| - فيليكس 21' (ركل.)، 43'، 54' - دياس 50' | تقرير | - يوفيتش 40' - باسينسيا 72' |

| آينتراخت فرانكفورت       | 2–0   | بنفيكا |
| ------------------------ | ----- | ------ |
| - كوستيتش 37' - روده 67' | تقرير |        |

4–4 في مجموع المباراتين. فاز آينتراخت فرانكفورت في الأهداف على أرض الخصم.
| سلافيا براغ | 0–1   | تشيلسي       |
| ----------- | ----- | ------------ |
|             | تقرير | - ألونسو 86' |

| تشيلسي                                       | 4–3   | سلافيا براغ                     |
| -------------------------------------------- | ----- | ------------------------------- |
| - بيدرو 5'، 27' - ديلي 10' (ه.ذ.) - جيرو 17' | تقرير | - سوتشيك 26' - شيفتشيك 51'، 55' |

فاز تشيلسي 5–3 في مجموع المباراتين.

## نصف النهائي
أقيمت قرعة ربع النهائي في 15 مارس 2019، الساعة 13:00 بتوقيت وسط أوروبا (بعد قرعة ربع النهائي).

### الملخص
لعبت المحطة الأولى في 2 مايو، ولعبت المحطة الثانية في 9 مايو 2019.

| الفريق الأول       | إجم.         | الفريق الثاني | مباراة الذهاب | مباراة الإياب |
| ------------------ | ------------ | ------------- | ------------- | ------------- |
| أرسنال             | 7–3          | فالنسيا       | 3–1           | 4–2           |
| آينتراخت فرانكفورت | 2–2 (3–4 ج.) | تشيلسي        | 1–1           | 1–1 (ب.و.إ.)  |

### المباريات
| أرسنال                               | 3–1   | فالنسيا       |
| ------------------------------------ | ----- | ------------- |
| - لاكازيت 18'، 26' - أوباميانغ 90+1' | تقرير | - دياكابي 11' |

| فالنسيا           | 2–4   | أرسنال                                  |
| ----------------- | ----- | --------------------------------------- |
| - غاميرو 11'، 58' | تقرير | - أوباميانغ 17'، 69'، 88' - لاكازيت 50' |

فاز آرسنال 7–3 في مجموع المباراتين.
| آينتراخت فرانكفورت | 1–1   | تشيلسي      |
| ------------------ | ----- | ----------- |
| - يوفيتش 23'       | تقرير | - بيدرو 45' |

| تشيلسي            | 1–1 (ب.و.إ.) | آينتراخت فرانكفورت |
| ----------------- | ------------ | ------------------ |
| - لوفتوس-تشيك 28' | تقرير        | - يوفيتش 49'       |

2–2 في مجموع المباراتين. فاز تشيلسي في ركلات الجزاء الترجيحية.

## النهائي
ستُقام المباراة النهائية في 29 مايو 2019 على الاستاد الأولمبي في باكو. تم تحديد الفريق «المضيف» (لأغراض إدارية) عن طريق سحب إضافي تم إجراؤه بعد قرعة ربع النهائي ونصف النهائي.
| تشيلسي                                         | 4–1   | آرسنال       |
| ---------------------------------------------- | ----- | ------------ |
| - جيرو 49' - بيدرو 60' - هازار 65' (ركل.)، 72' | تقرير | - إيووبي 69' |